# Il dolce e l'amaro
Il dolce e l'amaro è un film italiano del 2007 diretto da Andrea Porporati, presentato in concorso alla 64ª Mostra del Cinema di Venezia.

## Trama
Saro è il figlio di un delinquente siciliano, morto durante l'occupazione avvenuta nel carcere nel quale scontava la pena. Suo padre era tuttavia molto rispettato nell'ambiente paesano, e il suo Padrino, vecchio caro amico, inizia il giovane figlio Rosario alla vita mafiosa, conferendogli diversi "lavoretti" da portare a termine.
Saro si rivela sveglio, e questo fa sì che in men che non si dica riesca a scalare i vertici della piramide gerarchica di Cosa Nostra, divenendo "uomo d'onore". Ma l'intrigo delle attività svolte dall'associazione a delinquere gli si ritorce contro, quando guadagnata la gelosia di Mimmo (che gli rivela che è stato il padre a fare uccidere suo padre), figlio del Padrino di Saro, si ritrova immischiato in un delitto che lo porta a divenire scomodo per il clan, un "morto che cammina", come lui stesso si definisce nel film.
Fugge dunque al Nord, abbandonando moglie e figli, e si ricostruisce una vita con la donna che ha sempre amato

## Produzione
Girato tra la Sicilia, Zona Baia Santa, Margherita San Vito Lo Capo,  Monte Cofano e il Piemonte, il film è recitato quasi interamente in lingua siciliana.